# 5. armada (Avstro-Ogrska)
Za druge 5. armade glejte 5. armada.
5. armada (izvirno nemško 5. Armee) je bila armada k.u.k. Heera med prvo svetovno vojno.

## Zgodovina
Armada je bila ustanovljena avgusta 1914 in do ukinitve 27. decembra istega leta je delovala izključno na balkanski fronti.
Armada je bila ponovno ustanovljena 25. maja 1915 in do ukinitve 24. maja 1917 je delovala na italijanski fronti.

## Vodstvo
Poveljniki
- Prva formacija
- general pehote Liborius von Frank: avgust - 27. december 1914

- Druga formacija
- general pehote/generalpolkovnik Svetozar Borojević von Bojna: 27. maj 1915 - 24. maj 1917

## Organizacija
Avgust 1914
- 8. korpus (Praga)

- 9. pehotna divizija (Praga)
- 21. domobranska pehotna divizija (Praga)

- 13. korpus (Zagreb)

- 36. pehotna divizija (Zagreb)
- 42. honvedska pehotna divizija (Zagreb)
- 13. pehotna brigada (Osijek)

- Armadne enote

- 11. gorska brigada (Tuzla)
- 104. deželnostrelska brigada (Zagreb)
- 13. pohodna brigada (Zagreb)